# Jacob Rosenkrands
Jacob Rosenkrands Larsen (født 1970) er en dansk journalist ved DR.
Han er uddannet cand.scient.pol.
I 2010 stod han bag DR's kontroversielle dokumentarserie Jagten på de røde lejesvende, ligesom han var vært på programmet  På den 2. side på DR2, der introducerede offentligheden for Dovne Robert. Har været vært på DR2’s Deadline.  Afløste i 2024 Pierre Collignon som debatredaktør på Berlingske.